# Maksay László
Maksay László (Kolozsvár, 1914. május 23. – Budapest, 1986. július 11.) művészettörténész, grafikus, tanár, újságíró, lapszerkesztő.

## Életpályája
1939-ben végzett a Képzőművészeti Főiskola hallgatójaként, ahol rajztanári képesítést kapott. Az 1940-es években grafikusként dolgozott. 1945–1975 között a Képző- és Iparművészeti Szakközépiskolában művészettörténetet és grafikát tanított. 1965-1966 között művészettörténetet tanított az Óbudai Árpád Gimnáziumban.

### Munkássága
Individuális művészeti kritika címen művészettörténeti értekezést írt. Grafikusként is dolgozott, rajzai újságokban jelentek meg az 1940-es években. Tagja volt a budapesti pedagógusok képzőművész stúdiójának, több alkalommal rendezett önálló kiállítást. A Rajztanítás című folyóirat főszerkesztője volt, valamint  rendszeresen publikált a Budapest, a Művészet, a Szabad Művészet, a Szocialista Művészetért című folyóiratokban. Képzőművészeti előadásokat tartott a Tudományos Ismeretterjesztő Társulatnál és vidéki művésztelepeken.
Sírja a Farkasréti temetőben található (5-1-409).

## Egyéni kiállítása
- Fáklya klub, Budapest (1986)

## Művei
- Székely Bertalan (Budapest 1953)
- A kompozíció (Budapest, 1953)
- Műalkotás, kompozíció, stílus (Budapest, 1961)
- Székely Bertalan válogatott művészeti írásai (Budapest, 1962)
- A műalkotás születése (Budapest, 1966)